# Kamp Ashcan
Kamp Ashcan (Ashcan) bilo je tajno ime zarobljeničkog logora saveznika pred kraj Drugog svjetskog rata. Nalazio se u hotelu Palace u luksemburškom Bad Mondorfu.  
U njemu su od svibnja do rujna 1945. bili internirani i ispitivani svi uhićeni visoko pozicionirani nacisti prije nego što su premješteni u Nürnberg na suđenje.
Većina od 86 zatvorenika je bila optužena za ratne zločine i izvedena pred sud u Nürnbergu. U njih se ubrajaju:   
- Hermann Göring
- Joachim von Ribbentrop
- Robert Ley
- Wilhelm Keitel
- Alfred Jodl
- Karl Dönitz
- Fritz Sauckel
- Walther Funk
- Hans Frank
- Wilhelm Frick
- Arthur Seyß-Inquart
- Julius Streicher
- Alfred Rosenberg